# Izačić
Izačić je naselje v občini Bihać, Bosna in Hercegovina. 

## Deli naselja
Ahmići, Haćami, Halilagići in Izačić.

## Prebivalstvo
| Pregled števila prebivalcev po letih | Pregled števila prebivalcev po letih | Pregled števila prebivalcev po letih | Pregled števila prebivalcev po letih | Pregled števila prebivalcev po letih | Pregled števila prebivalcev po letih |
| ------------------------------------ | ------------------------------------ | ------------------------------------ | ------------------------------------ | ------------------------------------ | ------------------------------------ |
| 1948                                 | 1953                                 | 1961                                 | 1971                                 | 1981                                 | 1991                                 |
| -                                    | -                                    | -                                    | 981                                  | 1.042                                | 1.215                                |

| Narodna sestava prebivalstva po letih                                                                                       | Narodna sestava prebivalstva po letih                                                                                            | Narodna sestava prebivalstva po letih                                                                                           |
| --- | --- | --- |
| 1971 | 1981 | 1991 |
| . skupaj: 981 Muslimani 961 (97,96 %) Srbi 15 (1,52 %) Hrvati 1 (0,10 %) Jugoslovani 1 (0,10 %) drugi in neznano 3 (0,30 %) | . skupaj: 1.042 Muslimani 1.016 (97,50 %) Srbi 13 (1,24 %) Hrvati 0 (0,00 %) Jugoslovani 10 (0,95 %) drugi in neznano 3 (0,28 %) | . skupaj: 1.215 Muslimani 1.189 (97,86 %) Srbi 7 (0,57 %) Hrvati 2 (0,16 %) Jugoslovani 7 (0,57 %) drugi in neznano 10 (0,82 %) |